# Endless Summer (Jack River)
Endless Summer è il secondo album in studio della cantautrice australiana Jack River, pubblicato nel 2023.

## Tracce
1. Real Life – 3:22
2. Lie in the Sun – 2:48
3. Endless Summer (with Genesis Owusu) – 3:02
4. Lucy Sea Queen – 2:50
5. Honey – 2:58
6. Lie to You – 3:41
7. Nothing Has Changed – 3:08
8. Paradise – 3:07
9. Holy Men – 3:36
10. Stranger's Dream – 4:38